# Anna Fernstädt
Anna Fernstädt, née le 23 novembre 1996 à Prague, est une skeletoneuse allemande puis tchèque. Elle fait partie de l'équipe olympique allemande pour l'épreuve de skeleton lors des jeux olympiques d'hiver de 2018. Elle termine en 6e position.

## Palmarès

### Championnats du monde
- : médaillée de bronze en individuel en 2025.
- : médaille de bronze par équipes en 2017.

### Coupe du monde
- 4 podiums individuels : 2 deuxièmes places et 2 troisièmes places.
- 1 podium en épreuve mixte :  1 deuxième place.